# ベンガルの槍騎兵
『ベンガルの槍騎兵』（ベンガルのそうきへい、原題：The Lives of a Bengal Lancer）は、1935年に公開されたアメリカ合衆国の映画である。ヘンリー・ハサウェイ監督作品。

## あらすじ
英領インド。ストーン大佐が率いる部隊は現地の有力者カーンが支配する地域と向き合っていた。大佐の息子が少尉として赴任してくるが、冷徹な大佐は一部下としてしか扱わず息子の少尉は不満を募らせる。カーンは軍備の拡充を企み、大佐と対立。隙を見せた少尉はカーンに誘拐されるが、大佐は軍を出動させようとしない。マクレガーはかねてから大佐に反発心を抱いていたが、大佐の態度が実は純粋な使命感から来ていることに気づき、独断で救出作戦を開始。フォーサイスと共に現地人に変装してカーンの懐に飛び込む。身元が割れ拷問を受けるが屈せず、武器庫の破壊に意欲を燃やす。この頃父親の大佐は部隊を進撃させており、武器庫の破壊とほぼ同時にカーンの陣地へ攻め入る。マクレガーは戦死したが、逃亡を図ったカーンは少尉が刺殺、カーンの部隊も降伏。マクレガー、フォーサイス、ストーンの息子は共に顕彰された。

## キャスト
- マクレガー大尉 : ゲイリー・クーパー（吹替：羽佐間道夫）
- フォーサイス中尉 : フランチョット・トーン
- ストーン少尉 : リチャード・クロムウェル
- ストーン大佐 : サー・ガイ・スタンディング
- モハメッド・カーン : ダグラス・ダンブリル